# Jean-Marc Gounon
Jean-Marc Gounon (Aubenas, 1963. január 1. –) francia autóversenyző.

## Pályafutása
1989-ben megnyerte a francia Formula–3-as bajnokságot. 1990 és 1992 között a nemzetközi Formula–3000-es sorozatban szerepelt, ahol a 90-es, valamint a 91-es szezonban is szerzett egy futamgyőzelmet.
Az 1993-as Formula–1-es világbajnokság utolsó két futamán Christian Fittipaldi helyét vette át a Minardi csapatánál. A két verseny egyikén sem ért célba. A 94-es szezonban a Simtek alakulatával hat futamon állt rajthoz. Gounon Andrea Montermini-t váltotta, aki a san marinó-i nagydíj időmérő edzésén elhunyt Roland Ratzenberger helyére került a csapathoz. A hat versenyből háromszor esett ki, legjobb helyezését a francia nagydíj érte el, amikor is a kilencedik helyen végzett.
1995 és 2006 között összesen tíz alkalommal állt rajthoz a Le Mans-i 24 órás autóversenyen. Az 1997-es futamon Anders Olofsson és Pierre-Henri Raphanel társaként a második helyen ért célba.

## Eredményei

### Teljes Formula–1-es eredménysorozata
(Táblázat értelmezése)

(Félkövér: pole-pozícióból indult; dőlt: leggyorsabb kört futott) 

| Év   | Csapat          | Modell       | Motor   | 1   | 2   | 3   | 4   | 5   | 6   | 7     | 8      | 9      | 10     | 11     | 12     | 13     | 14  | 15     | 16     | Helyezés | Pont |
| ---- | --------------- | ------------ | ------- | --- | --- | --- | --- | --- | --- | ----- | ------ | ------ | ------ | ------ | ------ | ------ | --- | ------ | ------ | -------- | ---- |
| 1993 | Minardi Team    | Minardi M193 | Ford V8 | RSA | BRA | EUR | SMR | ESP | MON | CAN   | FRA    | GBR    | GER    | HUN    | BEL    | ITA    | POR | JPN Ki | AUS Ki |          | 0    |
| 1994 | MTV Simtek Ford | Simtek S941  | Ford V8 | BRA | PAC | SMR | MON | ESP | CAN | FRA 9 | GBR 16 | GER Ki | HUN Ki | BEL 11 | ITA Ki | POR 15 | EUR | JPN    | AUS    |          | 0    |

### Le Mans-i 24 órás autóverseny
| Év   | Csapat                  | Autó                 | Csapattárs         | Csapattárs            | Helyezés        | Kiesés oka  |
| ---- | ----------------------- | -------------------- | ------------------ | --------------------- | --------------- | ----------- |
| 1995 | Société Venturi SA      | Venturi 600 SLM      | Paul Belmondo      | Arnaud Trévisiol      | nem értékelhető |             |
| 1996 | Ennea SRL Igol          | Ferrari F40 GTE      | Paul Belmondo      | Éric Bernard          | Kiesett         | Elektronika |
| 1997 | Gulf Team Davidoff      | McLaren F1 GTR       | Anders Olofsson    | Pierre-Henri Raphanel | 2.              |             |
| 1998 | AMG Mercedes            | Mercedes-Benz CLK LM | Christophe Bouchut | Ricardo Zonta         | Kiesett         | Motorhiba   |
| 2000 | Thomas Bscher Promotion | BMW V12 LM           | Thomas Bscher      | Geoff Lees            | Kiesett         | Baleset     |
| 2001 | Johansson Motorsport    | Audi R8              | Stefan Johansson   | Tom Coronel           | Kiesett         | Elektronika |
| 2003 | Courage Compétition     | Courage C60          | Stéphane Grégoire  | Jonathan Cochet       | 7.              |             |
| 2004 | Courage Compétition     | Courage C65          | Sam Hancock        | Alexander Frei        | Kiesett         |             |
| 2005 | Audi Playstation ORECA  | Audi R8              | Franck Montagny    | Stéphane Ortelli      | 4.              |             |
| 2006 | Courage Compétition     | Courage LC70         | Nakano Sindzsi     | Haruki Kurosawa       | Kiesett         |             |